# Cascada de Glandieu
La Cascada de Glandieu és una caiguda d'aigua situada a Glandieu, al límit entre els dos municipis de Brégnier-Cordon i Saint-Benoît.
Consta de dos salts d'aigua consecutius, amb una alçada total de 60 metres, que porten l'aigua de la Glànd a la conca del Roine.
Fins fa poc, hi havia una pedrera de marbre als peus de la cascada, a la zona de Brégnier-Cordon, que aprofitava la seva energia hidroelèctrica. Encara hi ha dues petites centrals en funcionament, una per a cada municipi.;

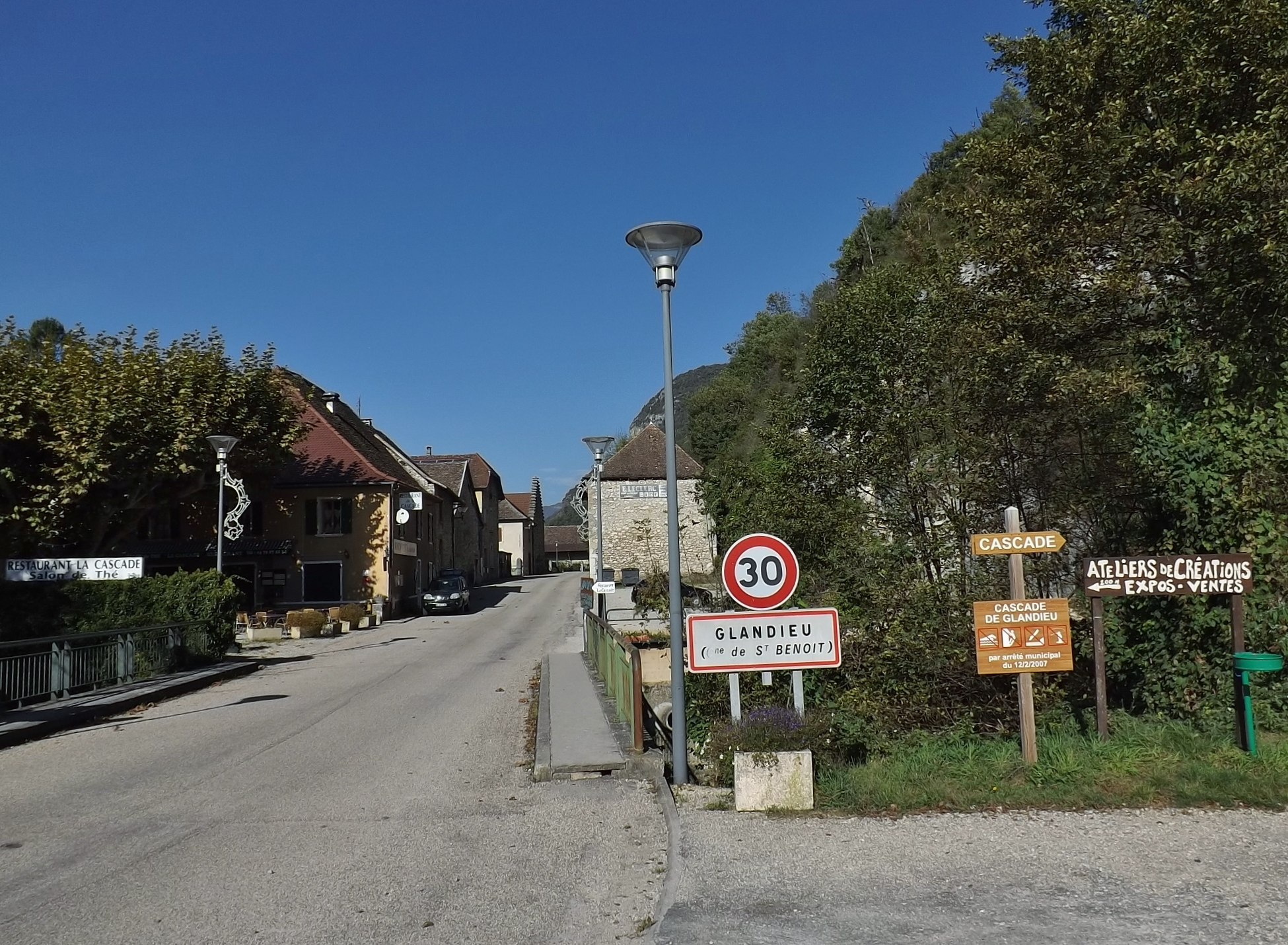
El límit entre Brégnier-Cordon i Saint-Benoît amb, a la dreta, l'etiqueta de la Cascada
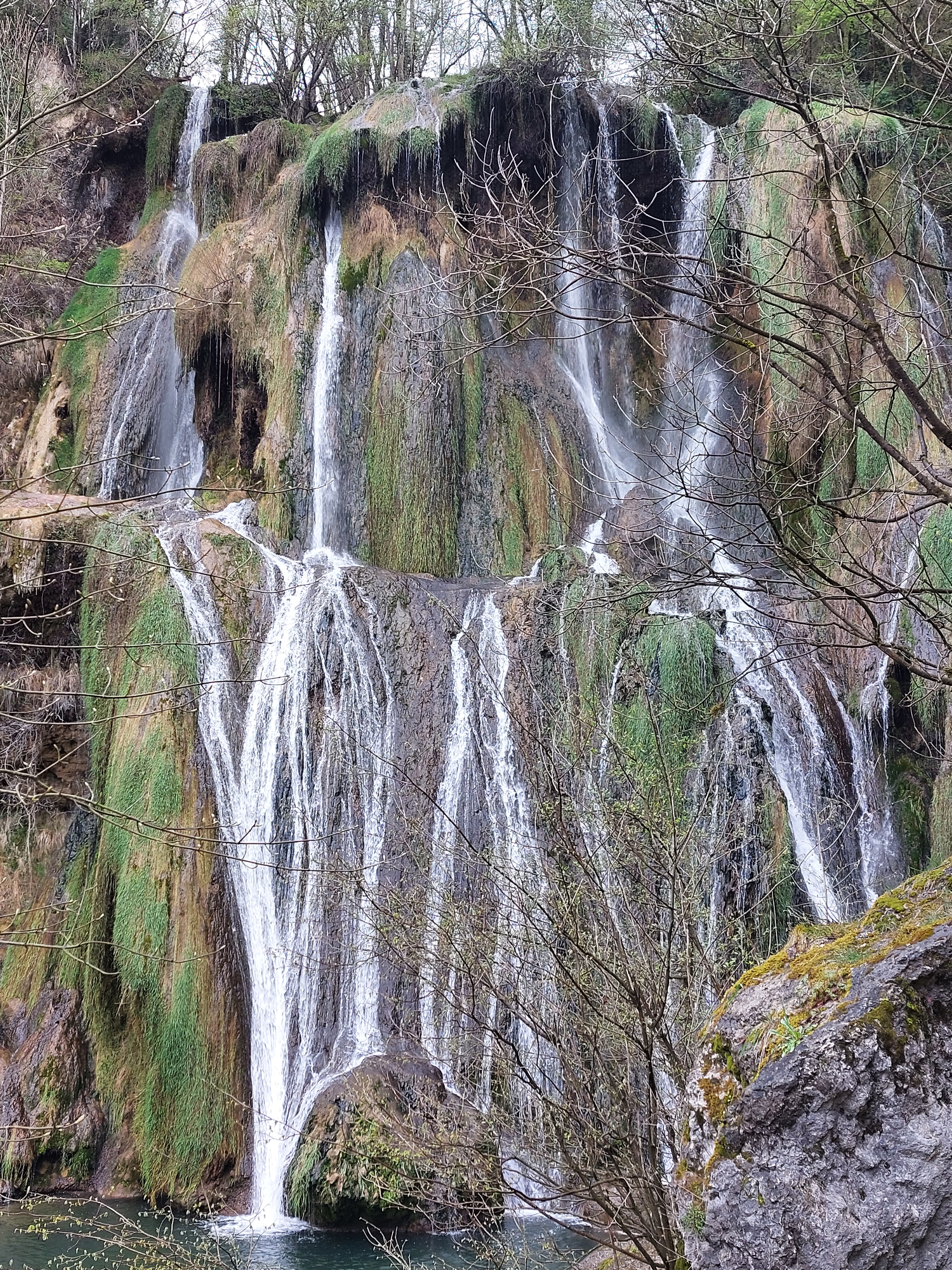
Una altra vista de la cascada